# ناجز
ناجز هي منصة إلكترونية تابعة لوزارة العدل السعودية، مهمتها توحيد الإجراءات القضائية، وإنجاز المعاملات العدلية الكترونيًا، بهدف تسهيل خدمات المحاكم المقدمة للمستفيدين من مواطنين ومقيمين وأصحاب الأعمال، ويقدم النظام حتى عام 2022م "140" خدمة إلكترونية لتسهيل إنجاز معاملاتهم المستفيدين في كلٍ من الوكالات، والمحاكم، والتنفيذ، والعقارات، والمحامين، و الإنهاءات، وعقود الزواج. وطبق نظام ناجز في 177 محكمة من محاكم الدرجة الأولى في السعودية لتوحيد الإجراءات القضائية فيما بينها، واختصار الإجراءات المعمول بها في سائر المحاكم في المملكة في 78 إجراء.

## خدمات ناجز
- صكوك الإنهاءات والإثباتات.
- العقارات المملوكة أو المباعة
- المحاكم وتشمل تفاصيل القضايا ومواعيد الجلسات.
- الإنهاءات الصادرة وتقديم الطلبات إلى الدوائر الانهائية
- التنفيذ سواء لطالب التنفيذ أو المنفذ ضده
- الوكالات السارية والغير سارية المفعول.
- تفعيل وتعطيل وكالة.
- تقديم الاعتراضات والاستفسارات لكافة المستندات العدلية الخاصة بك.[6]
- أرشفة القضايا التي تمكن المستفيد من أرشفة القضايا الخاصة به.[7]

## تفصيل خدمات ناجز

### الوكالات
وتشمل كلاً من:
- وكالة الشخص المقدم
- إصدار وكالة إلكترونيًا
- التحقق من وكالة
- طلب تسجيل وكالة[4]

### المحاكم
وتشمل الخدمات التالية:
- القضايا
- صحيفة الدعوى
- المواعيد المسجلة للقضايا
- الاستعلام عن موعد قضية[4]

### التنفيذ
- البيانات الشخصية
- تقديم طلب
- الاستعلام عن مقدمي خدمات التنفيذ المعتمدين
- تقديم طلب (خليجي/زائر/ جواز سفر)
- طلب ترخيص مقدم خدمة تنفيذ[4]

### العقارات
وتشمل العقارات على الخدمات التالية:
- الاستعلام عن العقارات
- طلب إفراغ عقاري
- تحديث الصكوك
- طلب إصدار صك بدل مفقود / تالف
- تسجيل قطع الأراضي والوحدات السكنية
- التحقق من الصك العقاري[4]

### المحامون
وتشمل من الخدمات ما يلي:
- طلب ترخيص محاماة
- طلب تجديد ترخيص محاماة
- طلب تحديث بيانات محامي
- المتدربون لدي (للمحامي)
- الاستعلام عن المحامين الممارسين
- طلب شهادة تدريب
- طلب انتقال متدرب من محامي لآخر[4]

### الإنهاءات
- الاستعلام عن الحالة الاجتماعية للمرأة
- تقديم طلب للدوائر الإنهائية[4]

### عقود الزواج
- الاستعلام عن مأذوني الأنكحة
- العقد الإلكتروني للزواج
- الاستعلام عن عقود الزواج
- التحقق من عقود الزواج[4]

## الخدمات القضائية الإلكترونية
- في عام 2021م تم التوجيه بإتاحة الخدمات القضائية الإلكترونية، لحاملي هوية زائر، لتمكينهم من الاستفادة من جميع خدمات القضاء المتاحة من خلال بوابة «ناجز». ويأتي هذا التوجيه بعد التعاون مع مركز المعلومات الوطني، وفي إطار جهود الوزارة لتوفير خدماتها لجميع المستفيدين بسهولة ويسر، وتمكين الجميع من حق الوصول للقضاء بشكل إلكتروني بالكامل دون الحاجة لمراجعة المقرات العدلية.[8]
- وفي نوفمبر 2022 وجّه وزير العدل بإطلاق 11 خدمة إلكترونية قضائية جديدة من خلال بوابة ناجز لتبلغ الخدمات العدلية المقدمة عن بعد أكثر من 150 خدمة عبر البوابة، والخدمات التي ستتاح للمستفيدين هي: "خدمة إيداع مذكرة الدفاع الأولى، والتحقق من رخصة المحامين، والتحقق من سريان الوكالة أثناء سير القضية، وعرض المرفقات على بوابة ناجز، واستحداث حالات جديدة لطلب الالتماس والاعتراض، إضافةً إلى خدمات تحضير الأطراف من بوابة ناجز، وعرض بيانات التكاليف لدى الدائرة، وتفعيل حساب المحامين، والربط مع قيم، والسماح لمصفي التركة وناظر الوقف بتقديم طلبات على القضية، وإضافة الوقف كطرف من أطراف الدعوى".[9]
- في ديسمبر 2022 أعلنت وزارة العدل عن إطلاق خدمة توثيق وصية إلكترونيًا عبر بوابة ناجز.[10]
- في 27 أغسطس 2023م دشنت وزارة العدل البورصة العقارية السعودية، وهي منصة متكاملة لإدارة الثروة العقارية تقدم خدمات تداول ورهن وتمويل العقارات، إضافة الى خدمات فرز ودمج العقارات باستخدام الهوية العقارية، وخدمة الإفراغ العقاري.[11][12]
- في 22 أكتوبر 2023 م دشن وزير العدل في السعودية الدكتور وليد الصمعاني، خدمات الرعاية الأسرية بهدف الحفاظ على كيان الأسرة، وتحقيق العدالة الوقائية، وفقًا لنظام الأحوال الشخصية. وأوضحت الوزارة أنه تم تفعيل خدمة طلبات الحضانة ويمكن الاستفادة منها عبر منصة ناجز Najiz.sa، في خطوات ميسرة تختصر الوقت والجهد على المستفيدين.[13]